# Franco Reggiani
Franco Reggiani (Reggio nell'Emilia, 22 agosto 1926 – Reggio nell'Emilia, 10 settembre 1991) è stato un progettista, designer e scultore italiano.

## Biografia
Nacque da padre impiegato postale e madre sarta e casalinga, e frequentò l'istituto d'arte cittadino, in compagnia del pittore Marco Gerra e dello scultore Tonino Grassi. Nel 1940 risultò secondo al concorso per personale specializzato nel disegno indetto dalle Officine Meccaniche Reggiane, con al primo posto la sorella Vanda Reggiani, e venne quindi assunto nella sezione progetti fusoliere, risultando il più giovane progettista dell'azienda.
Sotto la direzione dell'ingegnere Giuseppe Pambianchi fu inserito nel gruppo di lavoro che progettò il nuovo aereo da caccia Reggiane Re.2005 e si occupò anche di modifiche alla fusoliera del Reggiane Re.2000 per la trasformazione nel ricognitore Reggiane Re.2003. L'attività produttiva dell'azienda, a causa dei bombardamenti alleati del gennaio 1944, si fermò, e nel 1946 Reggiani si trasferì a Parigi, dove trovò lavoro come disegnatore e progettista presso un'azienda che si occupava di macchine per il settore alimentare, frequentando al contempo gli ambienti artistici.
Tornato in Italia a causa dell'arrivo della cartolina di precetto per il servizio militare, fu arruolato in Aeronautica, di stanza a Padova, dove conobbe Milena Boaretto, che sposò nel 1952 e dalla quale ebbe tre figli: Davide, Dalila e Daniele. In questo periodo iniziò con la Premiata Carrozzeria per Automobili Antonio Fontana una collaborazione che divenne poi stabile al termine del servizio militare e dalla quale presero vita alcune fra le sue più note realizzazioni automobilistiche. Nell'ambiente culturale e mondano padovano, Reggiani incontrò i suoi migliori committenti: il conte Duse, l'albergatore Stimamiglio (per il quale progettò una vettura su meccanica Cisitalia) e soprattutto il conte Giannino Marzotto.
Nel 1960, a seguito del ritiro della Scuderia Marzotto dalle corse, Reggiani chiuse la propria esperienza padovana e si trasferì prima a Sassuolo e quindi a Reggio nell'Emilia, dove proseguì l'attività di progettazione, affittando un ambiente all'interno delle OMI Reggiane. Tornato a Reggio nell'Emilia e rimasto vedovo, si risposò e, sempre dedicandosi alla collaborazione con varie aziende automobilistiche, continuò la ricerca spaziando nei più disparati settori produttivi, in un susseguirsi di disegni, prototipi, brevetti ed esperimenti.
Infatti, seppure Franco Reggiani risulti maggiormente noto per la sua attività in ambito automobilistico, nel corso della sua vita operò anche nel settore aeronautico, con la collaborazione con il Comandante Mario De Bernardi per la costruzione di parti in fibra di vetro dell'Aeroscooter, in quello nautico con la creazione dell'azienda Reggiani Nautica e in ambito artistico, fondando un'altra azienda specificatamente dedicata a tale produzione, l'Artistica Reggiani.
Morì a Reggio Emilia il 10 settembre 1991.

## Design

### Automobilismo
Nel corso della sua carriera, Reggiani collaborò con numerose aziende automobilistiche, dalla Ferrari, alla Stanguellini, alla Maserati.
Nel 1951 per il conte Giannino Marzotto, Reggiani disegnò la Ferrari 212 Export “Uovo” e nello stesso anno ne allestì un'altra, in versione barchetta, soprannominata “Carrettino Siciliano”, con il quale Marzotto vinse il Giro di Sicilia.
Nel 1956 progettò quattro Stanguellini Bialbero (due 1100cc e due 750cc) e, sempre in quell'anno venne chiamato dall'Ing. Alfieri Maserati per disegnare due spyder di 2500 cc per i fratelli Dubonnet; nacquero così le due Talbot Maserati che, carrozzate da Onorio Campana, parteciparono l'anno seguente alla 24 ore di Le Mans.
Altra vettura realizzata da Reggiani fu la Condor Aguzzoli, su meccanica Alfa Romeo, con una carrozzeria composta da un guscio monolitico di vetroresina. L'auto venne presentata al Salone di Ginevra del 1964, vincendo il primo premio per stile e innovazione.
Reggiani realizzò complessivamente ventisei automobili, fra le quali anche Jaguar, Austin-Healey e la spyder Mylene (1963) dedicata alla moglie, morta in un incidente stradale.

#### La May Britt
Nel 1956 progettò la May Britt, la prima automobile circolante al mondo con carrozzeria in plastica. La meccanica era Giannini 750, derivata dalla FIAT 600, mentre la carrozzeria era completamente in resina di poliestere rinforzata con fibre di vetro.
Dotata di parabrezza panoramico e con fari posteriori collegati da un rivestimento in plexiglas, questa spyder fu intitolata a May Britt, attrice cinematografica svedese scelta come icona della bellezza nordica.

### Nautica
Nel 1954 partecipò alla costruzione del motoscafo da primato di velocità monoposto Laura 3, motorizzato Alfa Romeo. Con questo motoscafo, il 9 ottobre dello stesso anno il pilota motonautico Mario Verga perse la vita sul Lago d'Iseo, a Sarnico, nel tentativo di superare il record mondiale di velocità sull'acqua di 300 Km/h.
In questo settore altre intuizioni di Reggiani furono i primi prototipi di moto d'acqua e la piccola house boat presentata al Salone Nautico di Genova nel 1978.

## Scultura

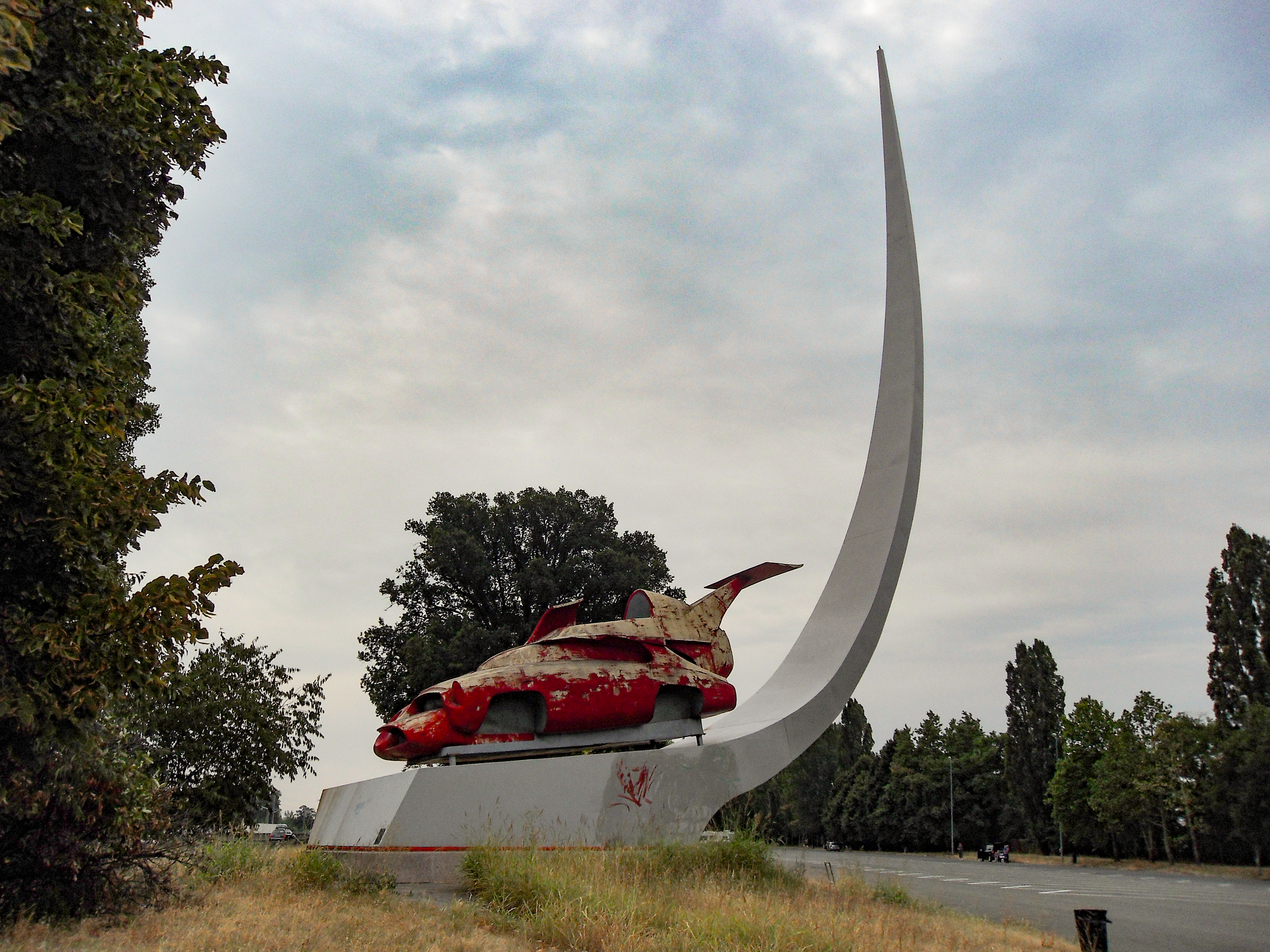
Il Monumento Ferrari Evoluzione

Con una formazione preminentemente artistica, l'attività scultorea di Reggiani si svolse su un duplice piano, da una parte il dare forma alla propria immaginazione e dall'altra la volontà di affrontare gli aspetti prettamente tecnici della progettazione. La prima opera commissionata a Reggiani, un anno prima dell'assunzione alle Officine Meccaniche Reggiane, fu un busto di Giulio Cesare, poi andato perduto, ma fu negli anni sessanta, con la fondazione dell'azienda Artistiche Reggiani, che si ebbe l'effettivo esordio sul mercato.
Iniziò ad affrontare le problematiche della fusione in bronzo a seguito della richiesta da parte di una casa farmaceutica di 5000 riproduzioni della sua scultura Guerriero Etrusco, per poi concentrarsi allo studio della potenzialità della vetroresina, con cui realizzò nel 1962 i due grandi portali della Chiesa del Sacro Cuore di Lido di Camaiore. Iniziò così a sperimentare le sculture monumentali e si dedicò ad attività espositive in Italia e all'estero.
Nel 1989 fu installata nel centro di Genova, nella piazzetta di via Morcento (ex vico Morcento), all'incrocio con via Petrarca e via Carducci, una sua grande opera in acciaio inox dal titolo Onda, collocata all'interno di un perimetro circolare a guisa di fontana. Due altre sue grandi opere in bronzo, Il Varo e La Scotta, sono collocate presso Palazzo De Gaetani, nella sede della Banca d'Italia di Genova.
La sua opera più nota è Evoluzione, un'opera inizialmente di piccolo formato che univa le due passioni dell'architetto: l'arte scultorea e il design automobilistico. Conosciuta come Monumento Ferrari Evoluzione, fu realizzata nel 1979 su commissione di Giorgio Fini come dono ad Enzo Ferrari, in occasione del cinquantenario della Scuderia Ferrari. La scultura venne poi trasposta su scala monumentale e inaugurata a Modena nel 1985. L'opera fu collocata nell'area di servizio "Calvetro", per poi essere trasferita, nel marzo 2014, a Reggio nell'Emilia.